# 应县革命烈士纪念塔
应县革命烈士纪念塔，登录名为烈士纪念塔，是第二次国共内战（解放战争）中中国人民解放军为纪念攻克应县战死的官兵而立。塔建于原真武庙址上，保留了通向城墙上真武庙的60级石台阶。塔为二层建筑，高8米，底宽10米，平面为六角形。纪念碑位于塔内，高5米，四棱柱形，正面刻“烈士纪念塔”，东、西两侧为烈士名录，背面简述了战斗情况。碑文如下：
民国三十七年夏，华北人民解放军兴师出征，剿平蒋、傅匪部，北渡桑干，转战长城内外，腰斩平绥，光复阳高、天镇，全歼傅匪补训十七师。雄师西向直捣绥蒙，解放丰镇、凉城，傅匪狼狈奔逃。继而攻势矛头直指应县城下，围歼张匪，鏖战月余，战壕地道，昼夜周旋，风雨饥寒，艰苦备尝，三次总攻，两次冲上城头，英勇搏斗歼敌两千有四。张匪丧胆，弃城逃窜，十余年敌伪统治彻底肃清，十三万父老兄弟得见天日，被害之几千万地方英灵仇恨意伸，泉下瞑目。自今晋绥雁北大地连成一片，全歼傅匪作义取得有利条件。诸烈士之丰功伟绩将与天地并存，日月增光。不死精神犹如桑干河水流、恒山屹立，谨镌诸石以志永念。

华北野战军第一纵队全体指战员

北岳区应县机关团体暨全县人民

民国三十七年十月十五日